# Radoslav Selucký (pilot)
Radoslav Selucký (21. března 1904 Kyjov – 28. července 1943 Věznice Plötzensee) byl český pilot, příslušník Československé armády v zahraničí v období druhé světové války a agent sovětské tajné služby popravený nacisty.

## Život

### Před druhou světovou válkou
Radoslav Selucký se narodil 21. března 1904 v Kyjově v rodině obuvníka Konstantina Seluckého a Ludmily, rozené Sotolářové. Stal se armádním letcem. Pilotní školu absolvoval v roce 1924 v Chebu. V roce 1930 sloužil jako pilot hydroplánů určených k vlečení cílů pro výcvik protiletadlových dělostřelců v Boce Kotorské. Po odchodu z armády létal pro firmu Baťa. V roce 1934 byl nucen po poruše motoru nouzově přistát se strojem Aero A-35 ve Španělsku a utrpěl lehké zranění. Od roku 1935 létal pro Československé státní aerolinie. V roce 1937 provedl nouzový návrat s hořícím strojem na letiště v Bratislavě, při kterém byl opět zraněn.

### Druhá světová válka
Po německé okupaci v březnu 1939 opustil ilegálně Protektorát Čechy a Morava a přešel do Polska. Po jeho pádu v září téhož roku byl internován sovětskou armádou. Nezůstal u skupiny vedené Ludvíkem Svobodou a v listopadu 1939 začal pracovat pro sovětskou vojenskou rozvědku. Po vyškolení v Moskvě byl společně s Jaroslavem Lonkem, Vladislavem Bobákem, Miloslavem Hůlou a Janem Vycpálkem vyslán přes Slovensko zpět do Protektorátu. Do Prahy dorazil v únoru 1940 a z bývalých armádních pilotů a zaměstnanců Československých aerolinií začal budovat zpravodajskou síť. Jeho bývalý žák Jaroslav Bednář jej udal gestapu, které ho začátkem března 1941 zatklo. Společně s ním byli zatčeni Otakar Šubrt, Oldřich Doubek, Jan Kupka, Marie Stará a další. Dne 19. ledna 1943 byl za svou činnost odsouzen Lidovým soudním dvorem k trestu smrti za přípravu k velezradě a napomáhání nepříteli. Dne 28. července 1943 byl popraven gilotinou v berlínské věznici Plötzensee.

## Rodina
Manželka Radoslava Seluckého byla rovněž zatčena a během věznění v Hodoníně zemřela. Jeho dcery Jaroslavy se ujal generál Radola Gajda.

## Vyznamenání
- Československý válečný kříž 1939 in memoriam